# Ицка
И́цка — река в Орловской области России, протекает по территории Сосковского, Орловского и Кромского районов.
Устье реки находится в 1426 км по левому берегу реки Оки. Длина реки составляет 48 км, площадь водосборного бассейна — 440 км².
Около устья реку пересекает трасса М2.

## Данные водного реестра
По данным государственного водного реестра России относится к Окскому бассейновому округу, водохозяйственный участок реки — Ока от истока до города Орёл, речной подбассейн реки — бассейны притоков Оки до впадения Мокши. Речной бассейн реки — Ока.
Код объекта в государственном водном реестре — 09010100112110000017746.

## Притоки
(расстояние от устья)
- 14 км: ручей Сухой (пр);
- 21 км: ручей Зарев (лв);
- 37 км: ручей Ястребичка (лв)[4].